# Biberbach, Bayern
Biberbach är en köping (Markt) i Landkreis Augsburg i Regierungsbezirk Schwaben i förbundslandet Bayern i Tyskland.